# Hammer (knogle)
 For alternative betydninger, se Hammer (flertydig). (Se også artikler, som begynder med Hammer)
Hammeren er en knogle i mellemøret. Hammeren sidder fast på trommehinden så lydbølgerne kan forplante sig til sneglen i det indre øre gennem ambolten.